# In der Heimat (Tschechow)

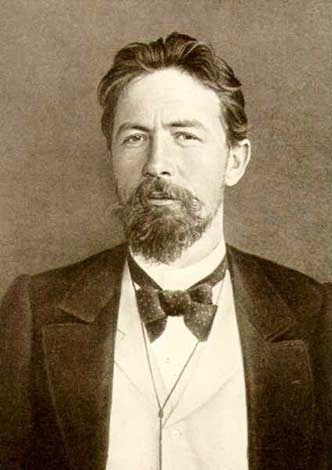
Anton Tschechow

In der Heimat (russisch В родном углу, W rodnom uglu) ist eine Erzählung des russischen Schriftstellers Anton Tschechow, die im Oktober 1897 in Nizza entstand und am 16. November desselben Jahres in der Moskauer Zeitschrift Russkije wedomosti erschien. Die erste Übertragung ins Deutsche stammt aus dem Jahr 1928.

## Handlung
Die Eisenbahn fährt durch endlose Steppe. Höchstens ein Hünengrab da oder eine Windmühle dort lockern die Monotonie ein klein wenig auf. Mit einem Ochsengespann wird Steinkohle transportiert. Wir befinden uns im Donezgebiet. Wera Iwanowna Kardina entsteigt der Bahn und wird vom Kutscher mit einer Troika abgeholt. Das letzte Mal hatte Wera vor zehn Jahren als kleines Mädchen hier ihren Großvater auf seinem Gut besucht. Nun ist die heiratsfähige Wera verwaist. Der Vater, ein Ingenieur, in Sibirien tätig gewesen, ist vor einem Vierteljahr auf der Durchreise in Kasan gestorben.
Wera – „jung, gesund, gebildet“ – hat nur noch den Großvater und die 42-jährige Tante Dascha. Letztere ist die Schwester von Weras Vater. Tante Dascha fällt mit der Tür ins Haus: Das Gut ist verpfändet, doch es gibt einen Ausweg. „Doktor Nestschapow aus der Fabrik, er ist ein so schöner, so interessanter Mann!“ Der blasse, schlanke, brünette Arzt ist vermögend, sucht die Familie regelmäßig auf und gibt sich aber Wera gegenüber sehr zurückhaltend. Seine Manieren und das Gesicht mit den dunklen Brauen sind Wera zuwider.
Was soll werden? Wera könnte Medizin studieren. Den Gedanken verwirft sie des Lateins, der Krankheiten und Leichen wegen.
Tante Dascha versteht die ablehnende Haltung ihrer Nichte gegenüber Dr. Nestschapow nicht: „Er liebt dich, er vergöttert dich!“ Darauf Wera: „...woher soll ich das wissen? Er selber schweigt.“ Prompt hat Tante Dascha die passende Erklärung. Dr. Nestschapow möchte von Wera keinen Korb bekommen.
Zinsen für das Gut werden fällig. Tante Dascha bittet Wera, das vom verstorbenen Vater hinterlassene Geld anreißen zu dürfen. Wera lässt ihre Wut an dem dümmlichen Dienstmädchen Aljona aus und gibt schließlich klein bei. Gegenüber der Tante erklärt sich Wera zur Heirat mit dem schweigsamen Dr. Nestschapow unter einer Bedingung bereit. Die Tante muss mit dem Bräutigam in spe sprechen. Wera kann es nicht. Anton Tschechow schließt seine Kurzgeschichte mit dem Satz: „Einen Monat später wohnte Wera schon in der Fabrik.“

## Rezeption
- 3. März 2004, H.-Georg Lützenkirchen in literaturkritik.de: Lebenswahrheiten: Der Gesellschaftskritiker Anton Tschechow analysiere einen Zustand. Die Leibeigenschaft ist abgeschafft, doch längst nicht überwunden. So trauern zum Beispiel Herrschaften der abgeschafften Prügelstrafe nach.

## Deutschsprachige Ausgaben

### Verwendete Ausgabe
- In der Heimat. Deutsch von Gerhard Dick. S. 290–303 in Gerhard Dick (Hrsg.), Wolf Düwel (Hrsg.): Anton Tschechow: Die Dame mit dem Hündchen. Meistererzählungen. in: Anton Tschechow: Gesammelte Werke in Einzelbänden. 612 Seiten (enthält noch: Die Gattin. Anna am Halse. Weißstirnchen. Der Mord. Ariadna. Das Haus mit dem Zwischenstock. Mein Leben. Die Bauern. Der Petschenege. Auf dem Wagen. Bei Bekannten. Der Mensch im Futteral. Die Stachelbeeren. Von der Liebe. Jonytsch. Ein Fall aus der Praxis. Herzchen. Das Neue Landhaus. Auf der Dienstreise. Zur Weihnachtszeit. In der Schlucht. Der Bischof. Die Braut). Rütten & Loening, Berlin 1967 (1. Aufl.), ohne ISBN